# Тиффани Уотсон
Тиффани Уотсон (англ. Tiffany Watson, род. 2 октября 1995 года, Бойсе, Айдахо, США) — американская порноактриса и эротическая фотомодель.

## Биография
Родилась в городе Бойсе, столице штата Айдахо, в семье с мормонской верой. После развода родителей непродолжительное время жила с матерью. Поступила в университет, но быстро оставила учёбу и начала работать в торговом центре Walmart. С помощью сайта электронных объявлений Craigslist нашла объявление агентства моделирования Hussie и отправилась во Флориду на пробы, которые описывает как неудачные. Вторая попытка оказалась удачной — известная компания LA Direct Models заключила с ней контракт, таким образом карьеру порноактрисы Тиффани начала в 2015 году, в возрасте 20 лет.
Работала с такими продюсерскими компаниями, как Bang Bros, Hustler, Evil Angel, Digital Playground, Jules Jordan Video, Brazzers, Reality Kings, Girlfriends Films, Wicked Pictures, Naughty America, Kink.com, New Sensations и другие.
В 2017 году снялась в своей первой сцене анального секса в фильме Anal Novice 4.
В том же году получила свои первые номинации на премиях AVN и XBIZ в категориях «лучшая сексуальная сцена в виртуальной реальности» за фильм Sorority Sex Party Experience. В 2018 году вновь была представлена на AVN в той же категории за фильм Bathroom Slut.
На январь 2020 года снялась в 274 фильмах.

## Фильмография
Некоторые фильмы:
Blackzilla Rises 3, Contrast, Dirty Blondes, Glazed Teens 4, Hot Anal Yoga, Internal Love, Lovers Reunited, My Sister Likes It Rough, Nosy Neighbor, Pure 8, Stepdad Seduction 3.

## Премии и номинации
| Год  | Церемония                   | Результат | Номинация                                   | Работа                        |
| ---- | --------------------------- | --------- | ------------------------------------------- | ----------------------------- |
| 2017 | AVN Awards                  | Номинация | Лучшая сцена секса в виртуальной реальности | Sorority Sex Party Experience |
| 2017 | Spank Bank Awards           | Номинация | Лучшие глаза с надписью "Иди трахни меня"   | н/д                           |
| 2017 | Spank Bank Awards           | Номинация | Гуру года в глорихоле                       | н/д                           |
| 2017 | Spank Bank Awards           | Номинация | Прирожденный убийца петухов                 | н/д                           |
| 2017 | Spank Bank Awards           | Номинация | Следующая суперзвезда порнографии           | н/д                           |
| 2017 | Spank Bank Awards           | Номинация | Гладкий, как шелк                           | н/д                           |
| 2017 | Spank Bank Awards           | Номинация | Лучшая возлюбленная года в Snapchat         | н/д                           |
| 2017 | Spank Bank Technical Awards | Победа    | Лучшее проявление тверкинга в ванне с пеной | н/д                           |
| 2017 | Spank Bank Technical Awards | Победа    | Лучшая презентация фильма "Дейзи Дьюкс"     | н/д                           |
| 2017 | XBIZ Award                  | Номинация | Лучшая сцена секса в виртуальной реальности | Sorority Sex Party Experience |
| 2018 | AVN Awards                  | Номинация | Лучшая сцена секса в виртуальной реальности | Bathroom Slut                 |
| 2018 | Spank Bank Awards           | Номинация | Лучшая попка                                | н/д                           |
| 2018 | Spank Bank Awards           | Номинация | Лучшие глаза типа "Трахни меня"             | н/д                           |
| 2018 | Spank Bank Awards           | Номинация | Лучшее лицо "О"                             | н/д                           |
| 2018 | Spank Bank Awards           | Номинация | Делиться - значит заботиться                | н/д                           |
| 2018 | Spank Bank Awards           | Номинация | Супер сквиртер года                         | н/д                           |
| 2018 | Spank Bank Awards           | Номинация | Звезда виртуальной реальности года          | н/д                           |
| 2018 | Spank Bank Technical Awards | Победа    | Лучшая пляжная попка                        | н/д                           |
| 2018 | Spank Bank Technical Awards | Победа    | Более "популярный" в Айдахо, чем картофель  | н/д                           |